# Blood on the Dance Floor (single)
Blood on the Dance Floor is een nummer van zanger Michael Jackson. De eerste single van zijn album HIStory in the mix. Het nummer behaalde de eerste positie in verschillende landen, waaronder het Verenigd Koninkrijk. In Nederland kwam het tot een vierde plaats. Volgens het boekje wat bij de cd zit, is de titel van het nummer opgedragen aan collega zanger Elton John.
In 1997 debuteerde het nummer op de tweede plaats in de United World Chart, de hitlijst samengesteld uit gegevens van vele landen. Dit feit werd echter pas in 2007 bekendgemaakt, omdat Media Traffic (het bedrijf dat de gegevens publiceert) in 1997 nog niet begonnen was met de hitlijst, en pas later is gaan terugtellen.

## Hitnotering
| Blood on the Dance Floor in de Nederlandse Top 40 - binnen 3 mei 1997 | Blood on the Dance Floor in de Nederlandse Top 40 - binnen 3 mei 1997 | Blood on the Dance Floor in de Nederlandse Top 40 - binnen 3 mei 1997 | Blood on the Dance Floor in de Nederlandse Top 40 - binnen 3 mei 1997 | Blood on the Dance Floor in de Nederlandse Top 40 - binnen 3 mei 1997 | Blood on the Dance Floor in de Nederlandse Top 40 - binnen 3 mei 1997 | Blood on the Dance Floor in de Nederlandse Top 40 - binnen 3 mei 1997 | Blood on the Dance Floor in de Nederlandse Top 40 - binnen 3 mei 1997 |
| Week                                                                  | 1                                                                     | 2                                                                     | 3                                                                     | 4                                                                     | 5                                                                     | 6                                                                     |                                                                       |
| --------------------------------------------------------------------- | --------------------------------------------------------------------- | --------------------------------------------------------------------- | --------------------------------------------------------------------- | --------------------------------------------------------------------- | --------------------------------------------------------------------- | --------------------------------------------------------------------- | --------------------------------------------------------------------- |
| Nummer                                                                | 5                                                                     | 4                                                                     | 7                                                                     | 13                                                                    | 16                                                                    | 34                                                                    | uit                                                                   |